# ICE Book Reader Professional
ICE Book Reader Professional — компьютерная программа для чтения электронных книг в различных форматах. Программа работает в операционной системе Windows и является программным обеспечением с закрытым исходным кодом.

## Системные требования
Поддерживаемые ОС: WIN 98/ME/2000/XP/2003/Vista/Win 7/Win 8/Win 10.
Требуется: Видеоадаптер поддерживающий true color (16777216 цветов) или HiColor (32768 or 65536 цветов) режимы.
Для плавного скроллинга требуется: процессор с частотой более 500 МГц.
Для субпиксельного супер скроллинга требуется: процессор с частотой выше 1 ГГц и быстрая видеокарта.

## Особенности
- Поддержка форматов: TXT, HTML, XML, RTF, DOC, PDB, PRC, TCR, LIT, CHM, FB2, XML.
- Поддержка закладок.
- Поиск по тексту.
- Чтение книг напрямую из архивов ZIP, RAR, ARJ, LZH и HA.
- Экспорт в форматы: TXT, HTML, DOC.
- Поддержка чтения вслух, используя Speech API SAPI4.0 и SAPI5.1.
- Экспорт книг в аудиофайлы MP3/WAV.
- Разделение книги на несколько аудиофайлов.
- Многопоточность при экспорте книг в аудиофайлы.
- Встроенный будильник.
- Режим волны — когда новый текст накладывается на прочитанный с регулированной скоростью. При этом сами буквы не двигаются, что дает возможность комфортного прочтения.
- Настройка цветовой гаммы текста и заднего фона.
- ICE Book Reader Professional имеет систему, определяющую автора книги и её название. Несколько книг одного автора автоматически объединяются в единую группу в библиотеке.
- ICE Book Reader Professional может создавать видео книги, которые можно читать используя любой DVD плеер.
- Система искусственного интеллекта позволяет корректно распознавать кодировку, язык и формат любых текстовых файлов (параграфы, отступы, пробелы) полностью автоматически.
- Имеется два режима скроллинга: постоянная скорость скроллинга и переменная скорость скроллинга. Переменная скорость скроллинга автоматически изменяется в зависимости от плотности текста, ширины окна, размера шрифта и типа шрифта.
- ICE Book Reader Professional имеет «книжный» режим, позволяющий использовать скины, создаваемые пользователем и показывать рядом 1, 2, 3 или более страниц с произвольным их положением на экране и произвольного размера.
- В ICE Book Reader Professional имеется пять режимов просмотра: плавный скроллинг, режим автоматического листания, автоматический волновой скроллинг, режим ручного листания и книжный режим.